# Ламін Ямаль
Ламін Ямаль Насрауї Ебана (ісп. Lamine Yamal Nasraoui Ebana; нар. 13 липня 2007, Асплугас-да-Любрагат, Іспанія) — іспанський футболіст мароккансько-екваторогвінейського походження, вінгер клубу «Барселона» та збірної Іспанії. Чемпіон Європи 2024.

## Клубна кар'єра

### Ранні роки
Ламін Ямаль народився в іспанському місті Асплугас-да-Любрагат в сім'ї марокканця та екваторогвінейки. Жив у неблагополучному емігрантському районі Рокафонда у Матаро. Більшу частину юності провів у Барселоні після того, як у віці 7 років потрапив до академії однойменного клубу в 2014 році. Першим агентом гравця став легендарний гравець «Барси» Іван де ла Пенья, а згодом співпрацю з футболістом оформив відомий агент Жорже Мендеш, який заплатив батькам Ямаля 2,5 млн євро за угоду з ним.

### «Барселона»
У квітні 2023 року Ламін вперше потрапив у заявку клубу на матч Ла Ліги проти «Атлетіко Мадрид», проте на полі в тому матчі не з'явився. 29 квітня 2023 року дебютував у Ла Лізі, вийшовши на заміну в матчі проти клубу «Реал Бетіс». У віці 15 років і 290 днів Ямаль став наймолодшим гравцем в історії «Барселони» у Ла Лізі. 20 серпня 2023 року вперше потрапив у стартовий склад «Барселони» на гру чемпіонату Іспанії проти «Кадіса», у віці 16 років і 38 днів став наймолодшим гравцем Ла Ліги у XXI столітті, який розпочав матч з перших хвилин. Крім того, Ямаль став наймолодшим дебютантом Барселони в Ла Лізі та п'ятим наймолодшим дебютантом в історії чемпіонату Іспанії. Молодше за Ямаля дебют у Ла Лізі відбувся в Оскара Рамона («Сарагоса», сезон 1984/85, 15 років і 289 днів), Педро Ірасторси («Реал Сосьєдад», сезон 1933/34, 15 років і 288 днів), Сансона («Сельта», сезон 1939/40, 15 років і 255 днів) та Луки Ромеро («Мальорка», сезон 2020/21, 15 років і 219 днів).
Через тиждень, 27 серпня, відзначився гольовою передачею в матчі проти «Вільярреала» і у віці 16 років і 45 днів став наймолодшим автором асиста в Ла Лізі у XXI столітті. У підсумку був названий гравцем місяця в Ла-Лізі віком до 23 років.
8 жовтня, забивши свій дебютний гол за «Барселону» в матчі проти «Гранади», у віці 16 років і 87 днів став наймолодшим автором голу в історії Ла-Ліги (рекорд належав гравцю «Малаги» Фабрісу Олінзі з 2012 року). Таким чином став і наймолодшим автором голу в Ла-Лізі серед гравців «Барселони», перевершивши досягнення Ансу Фаті. 28 жовтня, вийшовши на заміну Жуану Канселу в матчі проти мадридського «Реала», став наймолодшим футболістом (у віці 16 років і 107 днів), який брав участь у Ель Класіко (попередній рекорд належав гравцю «Барселони» Вісенсу Мартінесу 1941 року — у віці 16 років і 280 днів).
15 жовтня 2024 року англійська газета The Guardian назвала його одним з 60-ти найкращих футболістів світу 2007 року народження. 18 жовтні того ж року ввійшов у список 25-ти фіналістів на звання «Golden Boy» 2024 року.

## Кар'єра у збірній
Виступав за юнацькі збірні Іспанії. З командою до 17 років зіграв на юнацькому чемпіонаті Європи 2023 року, де Ямаль забив 4 голи, ставши разом з трьома іншими гравцями найкращим бомбардиром турніру, а Іспанія дійшла до півфіналу.
8 вересня 2023 Ламін Ямаль дебютував за основну збірну Іспанії в матчі групи A відбіркового турніру до чемпіонату Європи 2024 року проти збірної Грузії і у віці 16 років і 57 днів став наймолодшим гравцем в історії своєї збірної, обійшовши Гаві, який вперше з'явився на полі у віці 17 років, 2 місяців і 1 дня. Ламін у тій грі також відзначився своїм першим голом у професійній кар'єрі та став наймолодшим автором забитого м'яча в історії збірної Іспанії, а також наймолодшим автором голу за національну збірну у XXI столітті. Крім того, Ямаль став наймолодшим бомбардиром у відбірковому матчі до Євро, побивши рекорд Гарета Бейла, який забив у віці 17 років і 83 дні.

## Досягнення

### Командні досягнення
«Барселона»
- Чемпіон Іспанії (2): 2022/23, 2024/25
- Володар Суперкубка Іспанії (1): 2024
- Володар Кубка Іспанії (1): 2024/25

Збірна Іспанії
- Чемпіон Європи: 2024[30]

### Особисті досягнення
- Найкращий бомбардир юнацького чемпіонату Європи: 2023[31]
- Гравець місяця Ла-Ліги (до 23 років): серпень 2023[17], серпень 2024[32], лютий 2025[33]

## Рекорди
- Наймолодший гравець чемпіонату Іспанії у XXI столітті, який віддав гольову передачу (16 років і 45 днів)
- Наймолодший гравець в історії збірної Іспанії (16 років і 57 днів)
- Наймолодший гравець в історії збірної Іспанії, який забив гол (16 років і 57 днів)
- Наймолодший гравець в історії Ла-Ліги, який забив гол (16 років і 87 днів)[18]
- Наймолодший гравець в історії «Барселони», який забив гол в Ла-Лізі (16 років і 87 днів)[18]
- Наймолодший гравець в історії, який зіграв в «Ель Класіко» (16 років і 107 днів)[20]

## Стиль гри
Завдяки своїм технічним здібностям Ямаля порівнюють з його кумиром Ліонелем Мессі, іншим вихованцем «Ла Масії», а також із недавнім вихованцем «Барси» Ансу Фаті.